# Ecuaciones de Jefimenko
En electromagnetismo, las ecuaciones de Jefimenko (nombradas en honor a Oleg D. Jefimenko) dan el campo eléctrico y el campo magnético debido a una distribución de cargas eléctricas y corriente eléctrica en el espacio, que tiene en cuenta el retardo de propagación (tiempo retardado) de los campos debido a la finita velocidad de la luz y a los efectos relativistas. Por lo tanto, se pueden utilizar para mover cargas y corrientes. Son las soluciones generales a las ecuaciones de Maxwell para cualquier distribución arbitraria de cargas y de corrientes.Recientemente han sido publicados nuevos avances en relación con las soluciones de las ecuaciones de Maxwell para el problema de la radiación electromagnética, en ellos se proponen soluciones directas, o sea, que no hacen uso de la teoría de potenciales electrodinámicos. Dichos estudios, son muy interesantes y podrían mejorar la forma en que comprendemos la naturaleza del fenómeno de formación y emisión de las ondas electromagnéticas en la naturaleza y en la técnica.

## Campo electromagnético en el vacío
El campo eléctrico {\displaystyle \mathbf {E} } y el campo magnético {\displaystyle \mathbf {B} } vienen dados en términos de la densidad de carga {\displaystyle \rho \,} y la densidad de corriente {\displaystyle \mathbf {J} } como:

(1){\displaystyle {\begin{cases}\mathbf {E} ({\vec {r}},t)={\cfrac {1}{4\pi \epsilon _{0}}}\int {\left({\cfrac {\rho (\mathbf {r'} ,t_{r})\mathbf {R} }{R^{3}}}+{\cfrac {\mathbf {R} }{R^{2}c}}{\cfrac {\partial \rho (\mathbf {r'} ,t_{r})}{\partial t}}-{\cfrac {1}{Rc^{2}}}{\cfrac {\partial \mathbf {J} (\mathbf {r'} ,t_{r})}{\partial t}}\right)d^{3}\mathbf {r'} }\\\mathbf {B} ({\vec {r}},t)={\cfrac {\mu _{0}}{4\pi }}\int {\left({\cfrac {\mathbf {J} (\mathbf {r'} ,t_{r})\times \mathbf {R} }{R^{3}}}+{\cfrac {1}{R^{2}c}}{\cfrac {\partial \mathbf {J} (\mathbf {r'} ,t_{r})}{\partial t}}\times \mathbf {R} \right)d^{3}\mathbf {r'} }\end{cases}}}

donde {\displaystyle \mathbf {R} =\mathbf {r} -\mathbf {r'} }, y {\displaystyle t_{r}=t-R/c\,}.
El uso del tiempo retardado, tr,  significa que el campo en el instante t a una distancia R de las cargas depende de como estaban las cargas situadas en un instante anterior, debido a la velocidad de propagación finita del campo, la cual se corresponde con la velocidad de la luz en el vacío. EL campo que medimos en un lugar e instante dados viene creado por la fuente del campo en un tiempo anterior, llamado tiempo retardado. Este tiempo depende de la distancia entre el punto de observación y la fuente en el instante en que esta originó el campo.

## Campo magnético en presencia de medios dieléctricos y diamagnéticos
Las dos expresiones anteriores para el campo eléctrico y magnético admiten extensiones al caso de campos electromagnéticos en medios dieléctricos arbitrarios.
Los campos macroscópicos {\displaystyle \mathbf {E} }, {\displaystyle \mathbf {D} }, {\displaystyle \mathbf {B} } y {\displaystyle \mathbf {H} } se expresan entonces en términos de la densidad de carga {\displaystyle \rho \,}, la densidad de corriente {\displaystyle \mathbf {J} }, la polarización {\displaystyle \mathbf {P} }, y la magnetización {\displaystyle \mathbf {M} }.

## Discusión
Hay una interpretación generalizada de las ecuaciones de Maxwell que indican que los campos eléctricos y magnéticos que varían espacialmente pueden hacer que los demás cambien en el tiempo, lo que da lugar a una onda electromagnética propagada (electromagnetismo). Sin embargo, las ecuaciones de Jefimenko muestran un punto de vista alternativo. Jefimenko dice:

(...) ni las ecuaciones de Maxwell ni sus soluciones indican una existencia de vínculos causales entre los campos eléctrico y magnético. Por lo tanto, debemos concluir que un campo electromagnético es un doble La entidad siempre tiene un componente eléctrico y un componente magnético creados simultáneamente por sus fuentes comunes: cargas y corrientes eléctricas variables en el tiempo.
...neither Maxwell's equations nor their solutions indicate an existence of causal links between electric and magnetic fields. Therefore, we must conclude that an electromagnetic field is a dual entity always having an electric and a magnetic component simultaneously created by their common sources: time-variable electric charges and currents.
Causality Electromagnetic Induction and Gravitation, Oleg D. Jefimenko

Como señaló McDonald, las ecuaciones de Jefimenko parecen aparecer por primera vez en 1962 en la segunda edición del libro de texto clásico de Panofsky y Phillips. Sin embargo, David Griffiths aclara que «la declaración explícita más antigua de la que tengo conocimiento fue lade Oleg Jefimenko, en 1966» y caracteriza las ecuaciones en el libro de texto de Panofsky y Phillips como solo «expresiones estrechamente relacionadas».
Las características esenciales de estas ecuaciones se observan fácilmente, y es que los lados derechos implican un tiempo «retardado» que refleja la «causalidad» de las expresiones. En otras palabras, el lado izquierdo de cada ecuación es en realidad «causado» por el lado derecho, a diferencia de las expresiones diferenciales normales para las ecuaciones de Maxwell donde ambos lados tienen lugar simultáneamente. En las expresiones típicas de las ecuaciones de Maxwell, no hay duda de que ambos lados son iguales entre sí, pero como señala Jefimenko, «(...) ya que cada una de estas ecuaciones conecta cantidades simultáneas en el tiempo, ninguna de estas ecuaciones puede representar una relación causal». La segunda característica es que la expresión para E no depende de B y viceversa. Por lo tanto, es imposible que los campos E y B se «creen» entre sí. La densidad de carga y la densidad de corriente los están creando a ambos.